# 감정 전이
감정 전이 또는 전이(轉移, 영어: transference, 독일어: Übertragung)는 정신분석학자 지그문트 프로이트(Sigmund Freud)가 고안한 개념으로, 과거의 상황에 느꼈던 특정한 감정, 혹은 날 때부터 무의식에 새겨진 정서를 현재의 다른 대상에서 다시 체험하는 것이다. 예를 들어, 부모에게 가지고 있던 감정을 치료자 등에게 무의식적으로 전환(redirection) 혹은 투사(projection)하는 것이다. 보통 유년기의 일차적 관계(primary relationship)에서 오는 감정과 관련되어 있다.
내담자를 치료하던 중, 내담자가 치료받다가 상담자에게 특정 감정을 느끼는 것을 전이라고 하고, 반대로 상담자가 내담자에게 감정을 느끼는 것을 역전이라고 한다.
상담 중 내담자가 상담사를 부모처럼 느끼는 것이 전이의 예다.

## 전이의 개념
전이의 기본 정의는 "사람의 어린 시절에 중요했던 관계에 대한 현재의 부적절한 반복"이다. 다른 정의로는 "감정의 방향전환 및 특히 무의식적으로 새로운 객체를 향해 어린 시절부터 유지된 욕망"이 있다. 또 다른 정의로는 "억압된 경험, 특히 어린 시절, 그리고 억압된 충동의 원래 목적이었던 타인의 대체와 관련된 감정의 재생"이 있다. 전이는 치료 중 환자의 감정 상태를 더 잘 이해하려던 심리학자, 지그문트 프로이트의 정신분석학에서 처음 설명된 이후, 대상관계론에서 그 개념이 등장했다.

### 전이의 발생 상황
주로 부모, 파트너, 자식들에게 느끼는 감정을 전이하는 경우가 흔하다. 예를 들어, 전 배우자와 비슷한 행동이나 목소리 혹은 외모를 가진 사람을 불신하는 것, 어렸을 적 친구를 닮은 사람에게 과도하게 순응하는 것 등이 있다.

칼 융(Carl Jung)은 전이 관계에 놓인 상황에서, 두 참여자는 다양한 대립을 경험하게 된다고 보았다. 사랑과 정신적 성장에 있어서 성공하는 방법은 과정을 포기하지 않고 반대 상황의 긴장을 견디는 능력이며, 이러한 긴장은 한 사람을 성장하고 변화하게 한다.
개인적 혹은 사회적으로 피해가 발생하는 상황의 경우, 전이는 병리적 문제가 된다. 전이에 관한 현대의 사회인지적 관점에서는 일상에서 어떻게 전이가 일어날 수 있는지를 해석한다. 처음 만난 사람이 특정 인물을 떠올리게 한다면, 새로 알게 된 사람일지라도 이전에 알던 사람과 비슷한 경향을 가지고 있다고 무의식적으로 판단한다. 이러한 시각으로 인하여, 사람이 과거에서 현재까지 어떤 방식으로 관계 패턴을 반복하려는지에 대하여 조명하는 연구들이 많이 배출되었다.
연쇄살인범들은 과거의 애정 대상(love objects) 혹은 증오 대상(hate objects)에 대한 해소되지 못한 분노를 대체물(surrogates)이나 비슷한 인물, 혹은 증오하는 원래 대상을 상기시키는 인물들에게 전이한다. 일례로 테드 번디(Ted Bundy)는 전 여자친구를 떠올리게 하는 흑갈색 머리의 백인여성들을 살해하였는데, 전 여자친구가 관계를 끝냄으로써 번디가 거절당하게 되고 병리적으로 분노하게 하였다. 번디는 이것이 범죄 동기가 아니라고 하였으나, 자기애성성격장애 혹은 반사회적성격장애를 가지고 있었다는 점에서, 번디의 행위는 병리적인 것이라 할 수 있다. 만약 그렇다면 정상적인 전이 기제는 그의 연쇄살인의 원인이 될 수 없다.
프로이트는 전이가 남성동성애에서 큰 역할을 한다고 하였다. 『자아와 이드(The Ego and the Id)』에서 프로이트는 남성간의 에로티시즘은 정신적으로 비경제적 적대감의 결과로서, 비경제적 적대감이 무의식적으로 애정과 성적 매력으로 전환된 것이라고 하였다.

### 사회 부적응과의 관계
첫 번째 정의에 "부적절"이 포함됨에도 불구하고 전이는 정상적인 현상이고 자체 병리를 잘 구성하지 않는다.
단 전이 경험자가 사회 속 일반 통념과 행동양식에 적응하지 못하거나 타인의 정서와 행동을 잘 파악하지 못하면 문제가 된다.

## 치료에서의 전이와 역전이
치료 상황에서 전이는 유의미한 사람으로서의 환자의 감정을 치료자에게 전환하는 것이다. 전이는 종종 치료자에 대한 성적 유혹으로 나타나기도 하지만, 분노, 증오, 불신, 부모화(parentification), 과도한 의존, 치료자를 신과 같은 존재로 치환하는 형태 등으로 나타난다. 환자들과의 치료 과정에서 처음으로 전이를 마주쳤을 때, 환자가 자유연상(free association) 과정에 참여하는 것을 거부하였기 때문에, 프로이트는 이를 부모에 대한 저항으로 여겼다. 그러나 프로이트는 전이에 대한 분석이 필요한 작업임을 알게 되었다. 드러나는 감정이 다정한 것이든 적대이든 관계 없이, 전이는 치료에 가장 큰 위협이 되지만, 가장 좋은 도구이기도 하다. 정신역학적 정신치료에 있어서, 치료자와 환자가 전이 관계를 인지하고 관계의 의미를 탐색해 나가는 것이 핵심이다. 환자와 치료자 간의 전이는 무의식적으로 발생하기에, 환자의 무의식적 소재들에 관심을 보이는 정신역학적 정신지료자들은 환자가 어렸을 적 인물들과의 해소되지 못한 갈등을 표출시키기 위하여 전이를 사용한다.
역전이(Countertransference)는 치료자의 감정을 환자에게 전환하거나 환자와의 감정이 얽힌 치료자의 상태를 말한다. 환자와 형성된 역전이에 대하여 치료자가 스스로 조율하는 것은 전이에 대하여 이해하는 것만큼 중요하다. 이는 치료자가 치료적 관계 속에서 자신의 감정을 조절하는데 유용할 뿐 아니라 환자가 자신들로부터 무엇을 이끌어내려는지를 이해하는 시각을 주기도 한다. 예를 들어, 환자에게 성적으로 끌린 치료자는 역전이 상황을 이해하여야 하며, 환자가 이러한 매력을 어떻게 이끌어 냈는지를 바라봐야 한다. 역전이 상황을 인지하면 치료자는 환자가 자신에 대하여 어떤 감정인지를 물을 수 있으며, 이러한 감정이 무의식적 동기, 욕구, 공포에 어떻게 연관되어 있는지를 탐색해야 한다.
전이와 역전이에 관한 대조적 관점은 고전 아들러학파 정신치료에서 나온 것이다. 환자의 전이를 치료에 전략적으로 사용하는 것보다는, 긍정적 혹은 부정적 전이를 지적하고 협력과 향상에 있어 장애가 됨을 설명하는 것이다. 치료자에게 있어 역전이 징후는 개인의 교육 분석(training analysis)이 이러한 경향을 극복하는데 계속 필요하다는 것을 의미한다. 안드레아 셀렌자(Andrea Celenza)는 2010년, 분석가가 역전이를 활용하는 것은 논란의 여지가 있다고 언급하였다.

## 다른 심리 작용과의 관계

### 투사와의 관계
전이 현상을 통해 자주 느낀 감정이 그 사람 자아의 정서로 굳을 수 있다.
그런데 전이를 겪을 유사한 상황이 찾아올 때마다, 과거의 행동을 계속 반복하게 된다. 그는 그 상황에 자신이 느끼는 정서를 다 그 상황에 있는 타인들이 유발한 것으로 오판할 수 있다.

### 치환과의 관계
치환은 자신의 목표나 인물 대신 대치할 수 있는 다른 대상에게 에너지를 쏟는 것으로 위협적인 대상에서 덜 위협적인 대상으로 방향을 전환하는 것이다. 그것은 불안정한 상황과 환경에서 작용하기 쉽다.
불안정한 환경에서 자라고 있는 사람이 영상물을 보면 영상물의 내용이나 그 등장인물에 치환이 일어난다.
치환으로 외부 환경에 적극적이기 보다는 그 영상물에 잘 몰입하는 상태가 된다. 그 결과, 치환을 거쳐 외부 상황 판단에 영상물과 유사한 판단의 전이로 옮겨 가게 되는 것이다. 심리학에 따르면, 잔인한 영상을 본 사람이 무조건 살인자가 되는 것이 아니라 불안정한 환경 속 치환과 전이가 모두 일어나야 되는 것이다.

## 같이 보기
- 심리 투영
- 방어 기제

## 참고한 자료 출처
- Heinrich Racker, Transference and Counter-Transference, Publisher: International Universities Press, 2001, ISBN 0-8236-8323-0.
- Herbert A Rosenfeld, Impasse And Interpretation, 1987, Taylor & Francis Ltd, ISBN 0-415-01012-8.
- Harold Searles, Countertransference and related subjects; selected papers.,  Publisher New York, International Universities Press, 1979, ISBN 0-8236-1085-3.
- Horacio Etchegoyen, The Fundamentals of Psychoanalytic Technique, Publisher: Karnac Books, 2005, ISBN 1-85575-455-X.
- Margaret Little, Transference Neurosis and Transference Psychosis, Publisher: Jason Aronson; 1993, ISBN 1-56821-074-4.
- Nathan Schwartz-Salant, Transference and Countertransference, Publisher: Chrion, 1984 (Reissued 1992), ISBN 0-933029-63-2.